# 新線影業
新線影業（英語：New Line Cinema），美國一間電影公司，主要製作發行電影與電視。新線影業成立於1967年，最初是獨立電影公司，經過不斷成長，並成為美國主要的電影公司之一。新線影業目前隸屬於華納媒體集團。

## 歷史
在1967年，新線影業成立。在70年代早期，因重新發行1936年的反大麻喜劇電影《Reefer Madness》，使這部片受到當時美國部分吸食大麻的大學生的歡迎，是公司營運初期的成功。
新線影業也發行著名獨立電影導演約翰·沃特斯的大部分電影；《哭泣寶貝》則是由環球影業發行，《瘋狂殺手俏媽咪》則是由Savoy Pictures製作、發行。新線影業早期發行的最暢銷電影是《半夜鬼上床》系列電影，新線影業可說是因經營獨立電影的發行而逐漸興起的，尤其是剝削電影。
與獵戶座影業、卡洛可電影公司、Cannon Films等同期成立的獨立電影公司相比，新線影業的營運不斷地成長，已成為好萊塢的主要電影公司之一。除了早期的《半夜鬼上床》系列與約翰·沃特斯的電影，新線影業還製作、發行許多類型電影或剝削電影，例如《極光追殺令》、《王牌大賤諜》系列電影、《歡樂谷》、《星期五》系列電影、《忍者龜：炫風再起》、《魔宮帝國》系列,《尖峰時刻》系列。在2000年代初期製作、發行的《魔戒電影三部曲》，使新線影業獲得巨大的收益，並獲得多項奧斯卡獎。
此外，新線影業也購買許多非英語電影，在美國發行、上映，例如：《Stay as you are》、《不道德的故事》、《掏出你的手帕》。其中，《掏出你的手帕》獲得第51屆奥斯卡金像獎的最佳外語片獎，可視為是新線影業的第一個奧斯卡獎項。
在1994年，泰德·透納經營的透納廣播公司買下新線影業。在1996年，時代華納集團收購透納廣播公司，新線影業成為時代華納集團的一家子公司。同屬透納集團的漢納-巴貝拉製作公司被華納兄弟影業公司合併；城堡石娛樂公司成為華納影業的子公司；新線影業維持獨立的運作。在2007年，新線影業與城堡石娛樂公司共同拍製《瞞天殺局》，這是它們被透納集團收購以來的首次合作。
在2008年2月28日，時代華納集團的首席執行官傑夫里·貝克斯宣布，新線影業將成為華納影業的子公司。針對此事，新線影業的主席羅伯特·夏爾與首席執行官邁克爾·林恩宣布將辭職。時代華納集團承諾，隸屬華納影業的新線影業仍將保有其獨立的製作、發行、財務運作。根據華納影業主席亞倫·洪恩表示，新線影業將每年製作約六部電影，大概是四到七部之間。

### 國際發行管道
在美國以外，新線影業曾與不同的電影簽約，藉由這些外國公司發行新線影業的電影。加拿大由聯盟影業發行，英國由Entertainment Film Distributors發行，德語地區、新加坡、波蘭、捷克則是由華納影業發行，澳洲、紐西蘭是由威秀電影公司發行，巴西地區由Playarte公司，法國由Metropolitan Filmexport發行。但在2008年之後，隨著新線影業成為華納兄弟影業子公司，新線影業原有的海外發行權被全部收回，并統一改由華納兄弟負責。

### 其他部門
新線影業目前已成立以下部門：電影發行、市場營銷、發行光碟，並成立影屋公司（原名佳線電影公司）專門負責獨立電影的拍製。在2008年5月8日，華納獨立影片公司宣布將與同屬時代華納集團的影屋電影公司合併。

## 外部連結
- 新線影業官方網站 （页面存档备份，存于）
- 互联网电影数据库（IMDb）上《新線影業》的资料（英文）
- 新線影業的40週年訪談：羅伯特·夏爾與邁克爾·林恩